# Rolando Mignani
Rolando Mignani (Genova, 5 aprile 1937 – Milano, 2 agosto 2006) è stato un artista e poeta italiano.
Mignani è stato un importante esponente della poesia visiva che ha operato soprattutto a Genova, dove ha partecipato a riviste come Tool (1965), Bollettino Tool (1968), dirette da Ugo Carrega, ed ha partecipato a moltissime mostre dedicate alla "nuova scrittura", sia in ambito nazionale che internazionale.

## Biografia
Nasce nel quartiere di Rivarolo da una famiglia di sarti. Lavora fin da giovanissimo nell'edilizia e nel porto, e a 15 anni comincia a interessarsi alla poesia. Lavora in fonderia (prima alla Bruzzo poi alla Grondona, come gruista). Fa amicizia con Ugo Carrega ed entra in contatto con altri poeti genovesi che sperimentavano con la verbovisualità: Corrado D'Ottavi, Martino Oberto e Rodolfo Vitone. Grazie al Centro Tool fondato da Carrega partecipa a varie mostre collettive e pubblica sulle riviste del gruppo. Nel 1968 è la prima personale, condivisa con Carrega, nella sezione PCI di Terralba. In questo periodo si avvicina alla poesia di E. E. Cummings su cui continuerà a meditare per il resto della sua vita. Negli anni Settanta si avvicina a Carlo Romano, intellettuale non allineato e gestore, con il fratello Mario, della Libreria Il Sileno: con lui e Alfredo Passadore fonderà l'Atelier Bizzarro, un "centro studi e documentazione sull'immaginario" che produce un Bollettino ed edita due dei suoi libri d'artista: La rimozione dell'orecchio nell'elargizione dell'occhio e Si può dimostrare quel che si vuole ma a un certo punto del gioco C vale G, entrambi del 1975. Nel 1976 esce invece Quaderno per il raddrizzamento delle nome e dei cosi per La Nuova Foglio di Macerata, editoriale attenta al movimento della poesia visiva e concreta. A partire dalla fine degli anni Settanta ha contatti, e collaborazioni, con vari giovani artisti genovesi como Giuliano Galletta, Angelo Pretolani e Nicola Bucci. Negli anni Ottanta si impegna nelle riviste, centrate su questioni politiche ed estetiche, come Stato inferto e Ghen Liguria. Nel 1984 ottiene il prepensionamento. Quattro anni più tardi inizia a soffrire di un'ischemia cerebrale, ciononostante continua a lavorare a testi teorici e a poesie e piccoli oggetti scultorei. Nel 2001 si tiene alla galleria Leonardi V/Idea di Rosa Leonardi la sua ultima mostra personale, PILGRIMage -in collaborazione con Paolo Argeri- il cui centro è ancora una volta Cummings. Muore a Genova il 2 agosto del 2006.

## Mostre personali (principali)
- Esposizione di poesie simbiotiche, Genova, Sezione PCI Terralba, 1968
- Rolando Mignani, Milano, Centro Tool, 1971
- Rolando Mignani, Genova, Libreria Il Sileno, 1973
- Mignani Testo come Test, Bologna, Galleria d'arte 2000, 1977
- Mignani 6 opere, Genova, Coop. Aldo Negro, 1983
- Miti, arte, riti e schizofrenia o la passione del meticoloso, Milano, Mercato del sale 1988
- PILGRIMage, (in collaborazione con Paolo Argeri), Genova, Leonardi/V-idea, 2001
- La scatola di Pandora, Pavia, Collegio Cairoli, 2007
- Rolando Mignani. Tra segno e simbolo (a cura di Sandro Ricaldone), Genova, Museo di Villa Croce, 2011

## Libri
- La rimozione dell'orecchio nell'elargizione dell'occhio, Genova, Atelier Bizzarro, 1975
- Si può dimostrare quel che si vuole ma a un certo punto del gioco C vale G, Genova, Atelier Bizzarro, 1975
- Quaderno per il raddrizzamento delle nome e dei cosi, Macerata, La Nuova Foglio, 1976
- Poemi mentali, Napoli, Visual Art Center, s.d.
- PILGRIMage, (in collaborazione con Paolo Argeri), Genova, Leonardi/V-idea, 2001